# اسامه حدید المخینی
اسامه حدید المخینی (عربی: أسامة حديد ثويني المخيني؛ زادهٔ ۳۰ ژانویهٔ ۱۹۸۷) بازیکن فوتبال اهل عمان است.
از باشگاه‌هایی که در آن بازی کرده‌است می‌توان به باشگاه فوتبال الطلیعه عمان و باشگاه فوتبال صحم اشاره کرد.
وی همچنین در تیم ملی فوتبال عمان بازی کرده‌است.